# Natacha Tertone
Natacha Tertone, née le 29 juin 1973, est une autrice-compositrice-interprète et musicienne originaire des Hauts-de-France, en chanson pop indé francophone et musique instrumentale (musique à l'image, musique de scène).
Sur scène, Natacha Tertone est une entité qui évolue au fil du temps autour du noyau dur formé par le binôme entre la chanteuse et le musicien Bruno Mathieu.

## Biographie
Après une formation musicale académique entamée à l'âge de 6 ans et des études universitaires en Histoire de l'art et en conception et mise en oeuvre de projets culturels (Université Lille-III), Natacha Tertone écrit ses premières chansons à l'été 1997, à l'occasion d'un exil dans le Jura, dans le sillage de la "Nouvelle scène française" avec Dominique A en tête de file.
Fin 1997 sort une première cassette démo de 4 titres à la diffusion confidentielle, avec le concours de Bruno Mathieu (batteur chez Unswabbed, Caramba Encore Râté, Vāgg., Tacite, Jef Kino et percussionniste chez Cross 9), Philippe Mathieu (guitare chez Unswabbed) et Mathias Sawicz (basse chez Unswabbed). Les titres y apparaissent dans une version très minimaliste autour de rythmiques de Bontempi.

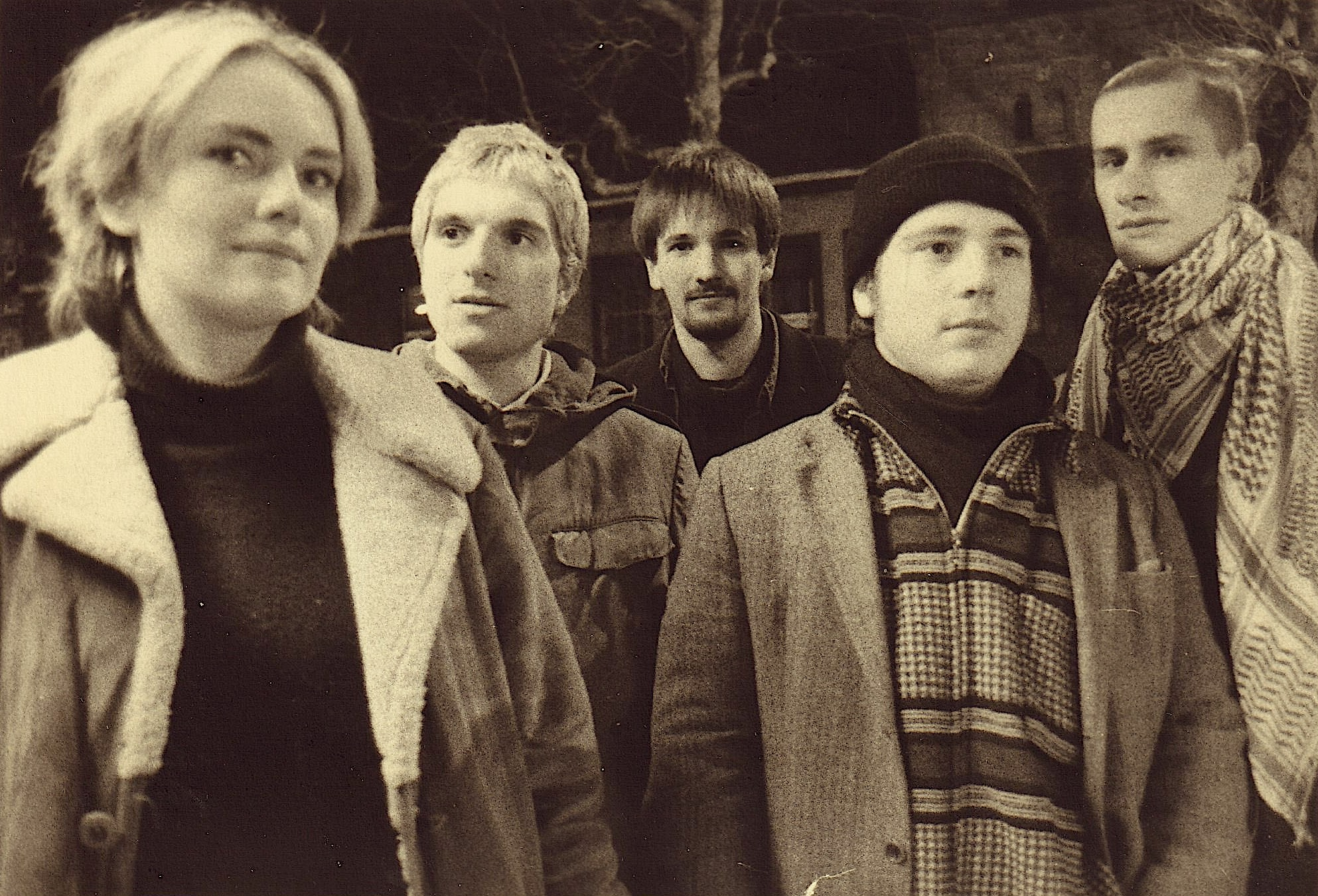
Natacha Tertone, Bruno Mathieu, Frédéric Scamps, Philippe Mathieu, Mathias Sawicz

En janvier 1998, Natacha Tertone est sélectionnée par l'association lilloise Le Fil du Rasoir aux côtés de 3 groupes lillois (Lazzi, D-Lud et Lombric) pour participer à un projet de production-diffusion collectif : un EP est enregistré par chaque groupe au studio K (Fâches-Thumesnil), 1 titre de chaque groupe venant constituer un livret sonore promotionnel sous la forme d'une mini-compilation ("L'Ivresse au Nord", sortie en mars 1998). En parallèle, un travail scénique autour d'une résidence de création suivie de plusieurs concerts communs (avec la participation de Frédéric Scamps vu auprès de Damien Saez, Johnny Hallyday, France Gall, Christophe (chanteur)...) et d'un premier passage au Printemps de Bourges.
Lauréate de l'aide au développement de carrière (dispositif régional) en juillet 1998, Natacha Tertone sort son premier EP autoproduit (6 titres dont 4 composés sur des textes de l'autrice Christèle Vandewiele (dite Vent de Vielle)) en octobre 1998.
En 1999, le label indépendant B Pourquoi B ? est créé par deux jeunes entrepreneurs lillois (Sarah Schkolnyk et Jérôme Akel) dont Natacha Tertone sera la première signature en tant que trio (avec Bruno et Philippe Mathieu). De cette union naîtront 2 titres sur une compilation (B Pourquoi B ? Volume 1, mai 1999) puis l'album "Le Grand Déballage" en février 2000, enregistré au Studio du Bras d'Or (Boulogne-sur-mer) sous la direction artistique de Jean-Christophe Cheneval, distribué par Naïve Records et en éditions chez Sony Music Publishing, qui décroche TTT dans Télérama et de nombreuses chroniques élogieuses.
À cette période, Natacha Tertone tourne en France et en Belgique, notamment au sein de nombreux festivals (Festival les inRocKs, Printemps de Bourges, Festival de Dour, les Nuits Botanique, Les femmes s'en mêlent, Les 3 Éléphants...) ou en première partie d'artistes francophones (Jean-Louis Murat, Émilie Simon, Autour de Lucie...) et apparaît également sur la compilation de reprises de Raoul de Godewarsvelde "Un hommach'à vous ottes" (Vérone Productions, 2000) et certains titres de son album figurent sur plusieurs compilations en France (Couleurs Région, Les Inrocks, Les Ailes Bleues...) et en Allemagne (Le Pop, 2002).

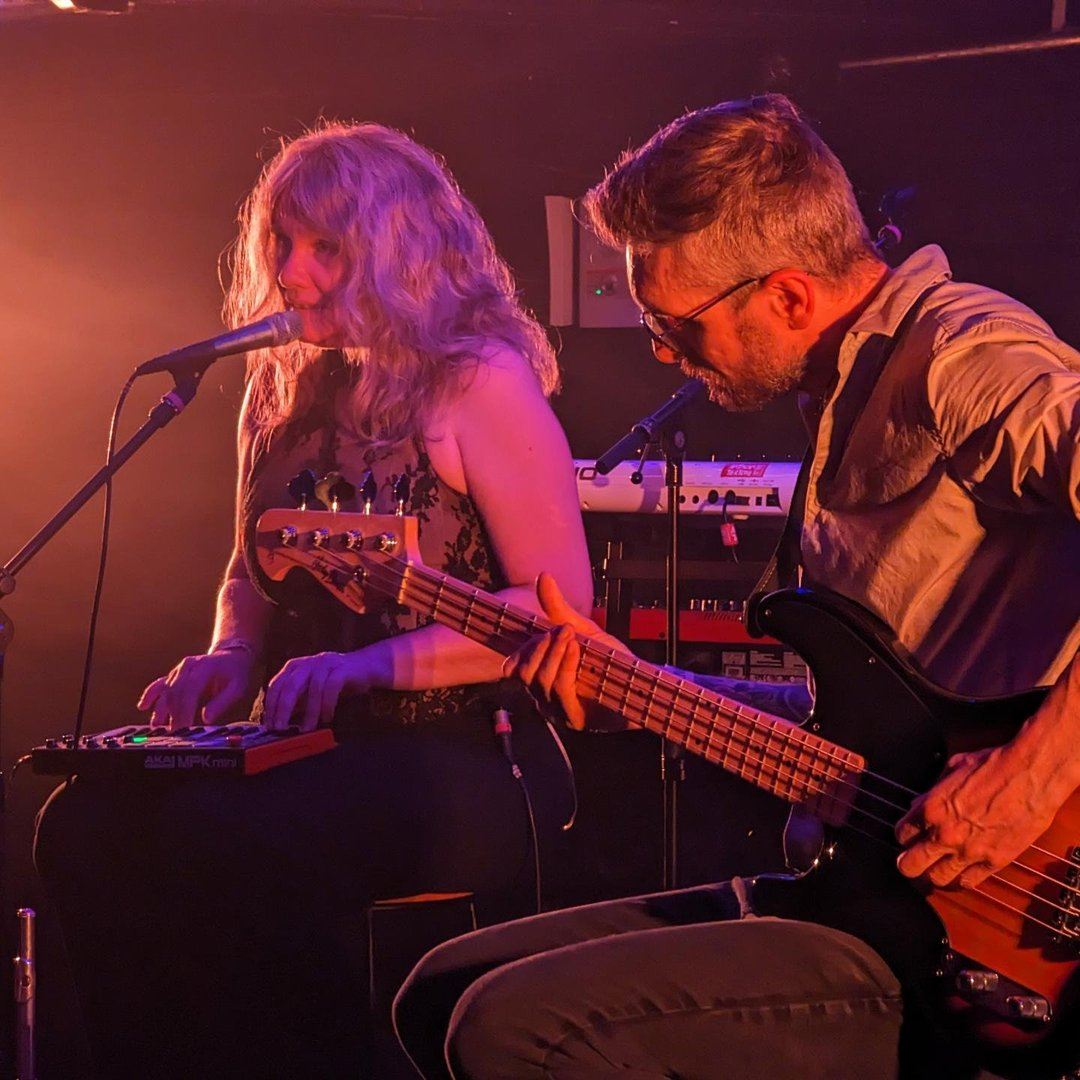
Natacha Tertone et Bruno Mathieu lors du concert du 5 avril 2024 (Cave aux Poètes)

En 2002, Natacha Tertone est lauréate du FAIR, dispositif de soutien aux artistes émergents par lequel sont passés Pomme, Zaho de Sagazan ou encore Orelsan. Mais 2002 est également l'année du dépôt de bilan du label B Pourquoi B ? à la suite duquel est suspendu l'enregistrement d'un nouvel album entamé sous la direction artistique du belge Tom Pintens (Zita Swoon). Une petite tournée française en duo avec Jérôme Mackowiak (Jay in Space) à la guitare/basse a lieu avant la suspension du projet.
En 2023, elle retrouve Bruno Mathieu et, ensemble, ils décident de reprendre le projet où il s'était arrêté en 2002. "Le Grand Déballage" est remasterisé pour une diffusion digitale et les concerts reprennent (Cave aux Poètes, Petit Bain, Festival les Enchanteurs...) et le binôme prépare un nouvel album pour 2025.

## Collaborations et side projects
En 2002, Natacha Tertone fonde, avec Eric Ferla (Lazzi), le groupe éphémère Unnu (où oeuvrèrent également Guillaume "Space" Verbrugge et Richard "Doobig" Horon) le temps de quelques concerts en région Hauts-de-France.
Elle compose et enregistre également des musiques de courts-métrages d'animation, écrit pour d'autres artistes (Zaz, Vincent Leoty, Jérémie Amelin...) et collabore un temps avec le groupe parisien Verone.
En 2016, elle co-conçoit et co-interprète le conte musical philosophique "Comment devient-on un gens ?" avec et sur une idée de Jean-Christophe Cheneval, au cours d'une centaine de représentations.
Natacha Tertone est membre du collectif Meute, porté par la metteuse en scène Claire Pasquier et la chanteuse lyrique Sarah Théry) et a participé à la création de Furieux, l'opéra électro participatif pour chœur citoyen en 2021, au sein duquel elle tient un rôle de coryphée étonnant qui la mènera à diriger des groupes de citoyens à diverses occasions, notamment à l'Opéra de Lille.

## Parcours musical
Natacha Tertone a suivi une formation musicale initiale académique au sein de plusieurs conservatoires (Roubaix, Lille, Rueil-Malmaison) autour de son instrument initial, la flûte traversière (pour lequel elle a obtenu un prix de perfectionnement). Elle a complété - et complète encore - cette formation par des enseignements additionnels dans différents domaines : piano, contrebasse, basse continue, harmonie au clavier et direction de chœurs pour ce qui est de la pratique instrumentale ; écriture, arrangements et orchestration pour ce qui est des compétences compositionnelles. Elle est membre de la classe de composition du conservatoire de Lille dirigé par le compositeur Vincent Paulet et compose des pièces pour petits effectifs instrumentaux acoustiques.
Par ailleurs, elle a suivi un parcours d'initiation aux musiques électro-acoustique auprès du compositeur André Serre-Milan chez Art Zoyd, Centre de création musicale.
Elle dirige pendant un temps des chorales amateur et chante dans des chœurs et des ensembles semi-professionnels (le Madrigal de Lille, Art Aeterna) dans des répertoires allant de l'époque médiévale à la création contemporaine avec une prédilection pour les oeuvres de Jean-Sébastien Bach.
Elle se lance dans la chanson de manière très intime, pour occuper son temps libre, en partant d'instruments jouets dont elle affectionne les couleurs sonores et les facilités de jeu qui lui permettent de sortir plus aisément du carcan de la partition classique. Elle appréhende le son comme une matière à sculpter et agencer. Elle développe une démarche assez proche pour l'écriture de ses textes, où les sonorités orientent le discours.
Son complice à la scène, Bruno Mathieu, est lui, complètement autodidacte, que ce soit derrière sa batterie ou d'autres instruments (basse, percussions...).

## Collaborations en tant qu'interprète
- Stéphane Corbin : La Bulle (in “Seconde vie”, Les lendemains qui chantent, 2001) (duo)
- Collectif À Qui Le Tour ? : la bibliothécaire (in “Une rupture dans le continuum”, 2001) (conte symphonique)
- Jef Kino : L'escalade (in “Le plus heureux des hommes”, Vérone Productions, 2002) (duo)
- Verone : Jericho (in “Retour au zoo”, Martingale, 2005) (chœurs)
- Jeancristophe : Nature Boy et Là et maintenant, c'est tout (in “Ma vie en rose”, Vailloline, 2012) (chant et chœurs)
- Jeancristophe : C’était commode et La Boîte de Pandore (in “Où est la joie”, L Comme Lui, 2021) (chant et chœurs)
- The Reed Conservation Society : Mont de piété et La Nage indienne (in “La Société de préservation du roseau”, Violette Records, 2024) (chant et chœurs)

## Collaborations en tant qu'autrice
- Jérémy Amelin : A Contre Sens (Mercury/Niouprod/TF1 Entreprises, 2006) (musique : Vincent Léoty/Grégory Lemarié)
- Zaz : En rêve (in "Recto Verso", Play On / Warner Music France, 2013) (musique : Kerredine Soltani/Tryss)

## Musiques à l'image
- Otsu : court-métrage d'animation 3D (Rubika - Lucas Vallerie, Mathieu Gastaldi, Sylvain Crombet, 2003)
- (Parenthèse) : court-métrage d'animation 3D (Rubika - François Blondeau, Thibaud Deloof, Jérémie Droulers, Christophe Stampe, 2003)